# Матьє Берсон
Матьє Берсон (фр. Mathieu Berson, нар. 23 лютого 1980, Ванн) — французький футболіст, що грав на позиції півзахисника.
Виступав, зокрема, за клуб «Нант», з яким став чемпіоном Франції, а також володарем Кубка і Суперкубка Франції. Крім того грав за молодіжну збірну Франції, з якою став віцечемпіоном Європи 2002 року.

## Клубна кар'єра
У дорослому футболі дебютував 1999 року виступами за команду «Нант», в якій провів п'ять сезонів. Він дебютував у Лізі 1 28 листопада в матчі проти «Седана» (0:0), замінивши Себастьєна Масе на 81-й хвилині матчу. У 2000 році він виграв з командою Кубок Франції, а з початку сезону 2000/01 був гравцем основи «канарок» і в кінці того сезону виграв у складі «Нанта» перший у кар'єрі чемпіонат Франції. У тому ж році він також виграв Суперкубок Франції. Восени 2001 року грав у Лізі чемпіонів. Він грав у «Нанті» до кінця сезону 2003/04, в якому програв у фіналі Кубка ліги «Сошо» по пенальті, і в цілому за цей клуб провів 122 матчі чемпіонату і забив 7 голів.

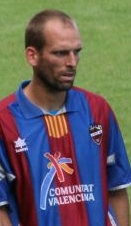
Матьє Берсон під час виступів за «Леванте». 2007 рік.

Влітку 2004 року Берсон залишив «Нант» і приєднався до англійської «Астон Вілли» за 1,7 мільйона фунтів. Свій перший матч у Прем'єр-лізі він зіграв лише 4 грудня в матчі проти «Ліверпуля» (1:1) і надалі здебільшого виходив на заміну в команді під керівництвом менеджера Девіда О'Лірі, програвши конкуренцію Томасу Гітцльшпергеру. У січні 2005 року «Вілла» підписала Еріка Джемба-Джемба, намагаючись відтворити успішний дует гравців, який сформувався ще в «Нанті», однак Берсон все одно не зміг стати основним гравцем і влітку за браком ігрового часу його віддали в оренду без права викупу в «Осер», який тоді тренував Жак Сантіні. Він повернув собі місце в основі і зіграв 27 матчів чемпіонату, незважаючи на присутність на його місці Бенуа Шейру та Філіпа Віоло. Після цього сезону він повернувся до Англії.
У літнє трансферне вікно 2006 року Матьє залишив «Астон Віллу» і перейшов до іспанського «Леванте». Перший матч у Прімері провів 10 вересня проти «Реала» (1:4). Під час свого другого сезону в Іспанії «Леванте» страждав від численних фінансових проблем і посів останнє місце у чемпіонаті, після чого француз залишив клуб, провівши кілька місяців без зарплати.
У 2008 році Берсон знову повернувся до Франції і став гравцем «Тулузи». Дебютував 16 серпня в матчі проти «Гавру» (2:1) і загалом за два роки провів 28 ігор у Лізі 1.
Завершив ігрову кар'єру у нижчоліговій команді «Ванн» з рідного міста, за яку виступав протягом 2011—2013 років.

## Виступи за збірну
У 2000–2002 роках залучався до складу молодіжної збірної Франції, з якою брав участь у молодіжному чемпіонаті Європи 2002 року у Швейцарії, де французи дійшли до фіналу, програвши Чехії по пенальті. Всього на молодіжному рівні зіграв у 13 офіційних матчах.

## Титули і досягнення
- Чемпіон Франції (1):

«Нант»: 2000/01
- Володар Кубка Франції (1):

«Нант»: 1999/00
- Володар Суперкубка Франції (1):

«Нант»: 2001